# Белосельский-Белозерский, Сергей Сергеевич
Князь Сергей Сергеевич Белосельский-Белозерский (23 июля 1895 года — 23 октября 1978) — общественный и политический деятель, ротмистр Русской императорской армии, участник Первой мировой войны и Белого движения. Основатель и председатель Российского комитета освобождения и Российского комитета. Майор ВВС США, организатор Славянского института, председатель Конногвардейского объединения.

## Биография
Родился 23 июля 1895 года (по старому стилю) в семье князя Сергея Константиновича Белосельского-Белозерского.
В 1911 году поступил в Пажеский Его Императорского Величества корпус, который окончил в 1914 году с производством в чин корнета Лейб-гвардии Конного полка, участник Первой мировой войны, которую закончил в чине штабс-ротмистра, командуя вторым дивизионом полка.
После захвата власти большевиками поступил в Северо-Западную армию генерала Юденича, в которой занимал должность начальника штаба II корпуса.
После поражения Белого движения на Северо-Западе выехал через Финляндию в Англию, где служил в пароходных компаниях, а позже переселился во Францию.
Во время Второй мировой войны служил в британском Министерстве военных сообщений. Был назначен в Нью-Йорк начальником британских нефтеналивных судов, снабжавших английский флот и армию горючим.
В 1945 году вышел в отставку и обосновался в США, в Нью-Йорке. Работал в Трансокеанской шведско-американской компании. В 1945 году создал Русско-американский союз защиты и помощи русским вне СССР (под омофором РПЦЗ) и передать союзу в собственность Дом Свободной России в Нью-Йорке.
Князь оказывал огромную помощь русским беженцам-антикоммунистам в получении виз на въезд в США, создал и поддерживал русские старческие дома и выписал после войны из Европы тысячи русских беженцев. Выступал против насильственной репатриации бывших советских военнопленных.
Занимался также церковной благотворительностью. Основал и возглавил Российский антикоммунистический центр, переименованный впоследствии во Всероссийский комитет освобождения (1950) и Представительство российских эмигрантов в Америке. На принадлежавшем князю участке Манхэттена стоит Синодальный Знаменский собор, а другой земельный участок князь передал для обустройства Новой Коренной пустыни.
Скончался 23 октября 1978 года в Нью-Йорке.